# コールド・フィーバー
『コールド・フィーバー』（英語タイトル：Cold Fever、アイスランド語タイトル：Á köldum klaka）は、1995年のアイスランドのドラマ・コメディ映画。監督はフリドリック・トール・フリドリクソン。

## 解説
アイスランドを舞台にしたこのロード・ムービーは、フリドリックの作品としては初めて英語で製作された。アイスランドを訪れた日本人男性の旅のもようが描かれている。 
フリドリックの他の映画『春にして君を想う』、『ムービー・デイズ』とともに3部作を構成する。
日本人を主役としたのは、1984年8月にアイスランドで発生した、東京大学の地質調査隊3名の死亡事故をモチーフにしているためである。
フリドリックはこの事故に関するニュース映像を観て映画を思いついたという。事故の数年後に日本から遺族が来て、アイスランドを横断して事故現場に行き、川に酒や米を注ぐなどして供養を行なった。亡くなった人々の慰霊をするその儀式に心惹かれたのだという。フリドリックは、日本もアイスランドもともに火山島であり、海と共存して暮らし、霊的な存在や精神的なものに人々が魅せられていると語った。また主人公を演じた永瀬正敏は新聞のインタビューに対し、今も精霊の存在を信じているらしいアイスランド人が、自分達と共通する精神性を日本人の供養の様子に感じたのではないか、と語った。映画には精霊も登場する。
映画のプロデューサーのジム・スタークは以前永瀬が出演した映画『ミステリー・トレイン』のプロデューサーでもあった。アイスランドのレイキャビク映画祭でフリドリックが映画を観て永瀬に興味を持ち、スタークを通じて連絡してきたという。
映画は1993年1月と2月に撮影されたが、これは作中に冬の場面が必要だったためで、アイスランドでは初めて冬に撮影された映画だという。1995年、映画はエジンバラ映画祭最優秀新人監督賞を受賞している。

## あらすじ
日本人のサラリーマン、平田アツシ（永瀬正敏）は正月休暇をハワイで過ごすつもりだったが、祖父（鈴木清順）の言葉を思い出し、予定を変更してアイスランドへ行くことにした。彼の父母は7年前、学術調査のため向かったアイスランドの渓流で、事故で亡くなっている。その場所で供養をしなければと思い直したのだ。航空機で冬のさなかのアイスランド、ケフラヴィーク国際空港に到着したが、目的地はレイキャビクから遠かった。露天風呂に迷い込んだり、教会での葬式に参加したりして旅は順調にはいかない。移動手段がなく旧式の赤いシトロエンDSを入手したものの、途中でアメリカ人男女のヒッチハイカーを拾ったところ、彼らに拳銃で脅されて車を奪われてしまう。ホテルで出会った老人スィギから酒を勧められるなどして親しくなり、馬を貸してもらい、彼とともに父母の魂の眠るカルダクヴィスル川へと向かった。

## スタイル
画面のアスペクト比が、冒頭の日本での場面ではテレビサイズの1.33：1であるが、アイスランドへ向かう航空機の場面以降はシネマスコープの2.35：1に変わる。
アイスランドでは初めてのシネマスコープの映画である。冒頭の東京での築地市場や人の多い交差点をはじめとする狭苦しい場面から一転してアイスランドのスケールの広い空間をより強調して表現するねらいがあった。

## キャスト
- 永瀬正敏：平田
- リリ・テイラー：ジル
- フィッシャー・スティーヴンス：ジャック
- ギスリ・ハルドルソン（アイスランド語版、英語版）：スィギ
- 鈴木清順：平田の祖父[注釈 3]
- ローラ・ヒューズ：ローラ
- ルーリック・ハラルドソン：墓を掘る男
- Guðmundur Karl Sigurdórsson：ソーラブロートの客 （クレジットなし）

## スタッフ
- 監督：フリドリック・トール・フリドリクソン
- 脚本：ジム・スターク、フリドリック・トール・フリドリクソン
- 撮影：アリ・クリスティンソン
- 音楽：ヒルマル・オルン・ヒルマルソン
- 編集：スティングリムール・カールソン
- 音響：キャルタン・キャルタンソン
- 美術：アオルニ・パオッル・ヨハンソン
- 製作：ジム・スターク
- 共同製作：ジョージ・グントIII世
- 製作総指揮：フリドリック・トール・フリドリクソン、クリスタ・サルディ、レインハルト・ブランディック、ピーター・アールベーク・ヤンセン